# Xénoclide
Xénoclide, en grec ancien Ξενοκλείδης, était un poète athénien du IVe siècle av. J.-C. dont aucune œuvre ne nous est parvenue. 

## Notice biographique
Il fut l'un des nombreux amants de l'hétaïre Néaira. En -369, il se prononça dans l'assemblée du peuple, contre la demande de Callistratos de soutenir Sparte contre Thèbes. Il fut injustement accusé de n'avoir pas pris part à la guerre, même si en tant que résident, il était exempté du paiement des taxes sur le blé. Il fut néanmoins condamné à l'atimie, peine normalement infligée dans le cas d'ἀστρατεία et pour les délits militaires. Il s'exila en Macédoine, puis revint à Athènes en -342, par décision de Philippe II. Pendant le procès de Nééra, son déshonneur était encore dans les mémoires.